# 児玉美智子
児玉 美智子（こだま みちこ、1947年11月10日 - ）は、日本の女優。広島県出身。JFCT所属。
身長155cm。趣味はウォーキング。ジョギング、フラダンス、ジャズダンス、スキューバダイビング。

## 出演作品

### テレビドラマ
- 金曜エンタテイメント（フジテレビ）
  - 変なお父さん / お父さんのロックンロール（1995年）
  - 完全再現! 北朝鮮拉致・25年目の真実 消えた大スクープの謎（2003年）
- 刑事追う!（1996年、テレビ東京）
- はぐれ刑事純情派（1998年、テレビ朝日）
- 火曜サスペンス劇場（日本テレビ）
  - 警視庁鑑識班5（1998年） - 益田篤子 役
  - どうぞ安らかに4（2005年）
- 月曜ドラマスペシャル エジプト女王の棺（1999年、TBS）
- 連続テレビ小説 すずらん（1999年、NHK）
- 学校の怪談（関西テレビ）
  - 学校の怪談 春のたたりスペシャル「たたり」（1999年）
  - 学校の怪談 春の物の怪スペシャル「何かが憑いている」（2000年）
- TEAMスペシャル（2000年、フジテレビ）
- 永遠の1/2（2000年、TBS）
- 拉致に挑んだ男たち（2003年、テレビ朝日）
- ブルーもしくはブルー 〜もう一人の私〜（2003年、NHK）
- 土曜ワイド劇場 疑惑（2003年、テレビ朝日）
- 想像探偵M&S（2003年、テレビ朝日）
- 永遠の君へ（2004年、フジテレビ）
- 白夜行（2006年、TBS）
- 東京タワー 〜オカンとボクと、時々、オトン〜（2007年、フジテレビ）
- 魔女裁判（2009年、フジテレビ） - 渡部あき子 役
- 絶対零度〜未解決事件特命捜査〜（2010年、フジテレビ）
- 天使の代理人（2010年、フジテレビ）
- 仮面ライダーW（2010年、テレビ朝日） - 園長 役
- 金曜プレステージ 目線（2010年、フジテレビ）
- オリンピックの身代金（2013年、テレビ朝日）
- クロスロード〜声なきに聞き形なきに見よ〜（2017年、NHK BSプレミアム）
- 知らなくていいコト（2020年、日本テレビ） - 丸茂昌子 役

### 映画
- 棒の哀しみ（1994年、ヒーロー）
- 誘拐（1997年、東宝）
- ウルトラマンティガ&ウルトラマンダイナ 光の星の戦士たち（1998年、松竹） - 初老女 役
- 虹の岬（1999年、東宝）
- 莟みし花（2002年）
- デスノート（2006年、ワーナー・ブラザース映画）
- それでもボクはやってない（2007年、東宝）
- コナ・ニシテ・フウ（2008年、吉本興業）
- ヘイジャパ!（2008年、ネイキッド）
- 2008年、イマドキジャパニーズよ。愛と平和と理解を信じるかい?（2008年、ネイキッド） - デンドウクルマイスノオンナ 役
- アキレスと亀（2008年、東京テアトル）
- サルベージ・マイス（2011年、キングレコード）
- 瘟泉（2013年）
- 黒い殺意（2013年、エプコット）

### ビデオ
- 硝子のラブホテル 覗かれた夜の顔（1999年） - 駒子（ラブホテルの従業員） 役
- 鉄 KUROGANE（2003年）

### CM
- ひとめぼれ（2001年）
- 年末ジャンボ宝くじ（2001年）
- 新進（2001年）
- OPA（2001年）
- 北陸電力 「町工場篇」（2001年）
- NHK-BS 「トークバトル編」（2001年）
- NEC 「文豪ミニ」（2001年）
- TOTO 「HAPPYシリーズ」（2004年）
- 任天堂 だれでもアソビ大全（2005年）
- アリコジャパン 「家庭でチラシ篇」（2005年 - 2006年）
- 松下電器産業 ユニバーサルデザイン（2006年）
- ポリグリップ（2007年）
- 日本郵政公社 「定額・定期預金」（2007年）
- アルデプロ 「なぜだかアルデプロ」（2007年）
- シャーロック 「言葉と鍵の関係」（2007年）
- セブン銀行 「なかよし編」（2007年）
- NTTコミュニケーションズ プラチなライン大合唱（2008年）
- クリナップ システムキッチン（2008年）
- 日本マクドナルド 「朝マックLiving篇」（2009年）
- エバラ食品工業 「すき焼きのたれ 運動会 篇」（2010年）
- 中国電力 「秘伝篇」（2010年）
- エーザイ 「増えてます。受診する人」（2010年）

### VP
- 住友林業
- 森永乳業 カルダス
- 銀行強盗防犯
- 中学教材・幼児教育全般